# Voorverkiezingen van Idaho 2008
De voorverkiezingen van Idaho in 2008 waren voorverkiezingen voor de Amerikaanse presidentsverkiezingen 2008. De Democratische caucus werd op 5 februari 2008 gehouden, de dag van Super Tuesday. De Republikeinse primary werd op 27 mei 2008 gehouden. Barack Obama en John McCain wonnen.

## Democraten

### County caucus
Datum causes: 5 februari 2008
Aantal nationale gedelegeerden: 12 (of 18)
| Legenda: | teruggetrokken voor de causes |

| Idaho Democratische county caucus 2008 | Idaho Democratische county caucus 2008 | Idaho Democratische county caucus 2008 | Idaho Democratische county caucus 2008 | Idaho Democratische county caucus 2008 |
| Kandidaat                              | Stemmen                                | Percentage                             | Gedelegeerden uit de districten        | Nationale gedelegeerden                |
| -------------------------------------- | -------------------------------------- | -------------------------------------- | -------------------------------------- | -------------------------------------- |
| Barack Obama                           | 16.880                                 | 79,53%                                 | 10                                     | 15                                     |
| Hillary Clinton                        | 3.655                                  | 17,22%                                 | 2                                      | 3                                      |
| John Edwards                           | 137                                    | 0,65%                                  | 0                                      | 0                                      |
| Neutraal                               | 552                                    | 2,60%                                  | 0                                      | 0                                      |
| Totaal                                 | 21.224                                 | 100,00%                                | 12                                     | 18                                     |

### Staatsconventie
Datum conventie: 12 juni–14 2008
Aantal nationale gedelegeerden: 6 (of 18)
| Legenda: | Withdrew prior to contest |

| Idaho Democratische staatsconventie 2008 | Idaho Democratische staatsconventie 2008 | Idaho Democratische staatsconventie 2008 | Idaho Democratische staatsconventie 2008 |
| Kandidaat                                | At-Large and PLEO gedelegeerden          | Percentage                               | Nationale gedelegeerden                  |
| ---------------------------------------- | ---------------------------------------- | ---------------------------------------- | ---------------------------------------- |
| -                                        | 0                                        | 0,00%                                    | 0                                        |
| -                                        | 0                                        | 0,00%                                    | 0                                        |
| Totaal                                   | 6                                        | 0,00%                                    | 18                                       |

## Republikeinen
| Kandidaten  | Stemmen | Percentage | Nationale gedelegeerden |
| ----------- | ------- | ---------- | ----------------------- |
| John McCain | 87.460  | 69,65%     | 17                      |
| Ron Paul    | 29.785  | 23,72%     | 6                       |
| Neutraal    | 8.325   | 6,63%      | 1                       |
| Totaal      | 125.570 | 100%       | 24                      |